# Nikolaj Nekrasov
Nikolaj Aleksejevič Nekrasov (ruski: Никола́й Алексе́евич Некра́сов; Nemiriv, Ukrajina, 10. prosinca 1821. – Sankt Peterburg, 8. siječnja 1878.) - ruski pjesnik.
Bio je ruski pjesnik, pisac, kritičar, izdavač, revolucionarni demokrat i klasik ruske književnosti. Njegove duboko suosećajne pjesme o seljačkoj Rusiji izazvale su divljenje kod Dostojevskog i učinile Nekrasova herojem liberalnih i radikalnih krugova ruske inteligencije, kako navode Belinski i Černiševski. On je zaslužan za uvođenje tehnike dramskog monologa u rusku poeziju. Nekrasov je također bio uspješan kao urednik više književnih časopisa, uključujući i Suvremenik.
Rođen je u Nemirivu u Viničkoj oblasti u Ukrajini. Njegov otac Aleksej bio je vulgarna i nepismena osoba, provincijski plemić i vojni časnik; njegova majka, Poljakinja Aleksandra Zakrzewska, također se mogla pohvaliti plemenitim podrijetlom.
Nakon napuštanja studija, koji je započeo na Sveučilištu u Sankt Peterburgu, Nekrasov je 1840. debitirao antologijom pjesama „Snovi i zvukovi”, koju je kritizirao Vissarion Belinskij, koji je ipak kasnije postao njegov prijatelj i poštovatelj njegova zrelijega djela. S vještinom i poslovnim smislom bavio se ciklusom uredničkih projekata, "Peterburškim almanahom", 1846., gdje je objavljen roman “Bijedni ljudi” Dostojevskog, njegova prva knjiga. Uređivao je časopise “Suvremenik” i "Domovinski zapisi".
Pretežna tema njegovih djela su muke i nepravde kojima prevladavajući sloj podvrgava građane. Najpoznatije Nekrasovljevo djelo je pjesma “Tko je sretan u Rusiji?” (1866. – 1877.), ujedno je i njegovo remek-djelo, objavljeno nakon njegove smrti. Radnja govori o sedam seljaka koji lutaju Rusijom kako bi pronašli razloge svoje tuge, završavajući intonacijama sretne nade za budućnost. Ruski narod prepoznao je Nekrasova kao "svog" pjesnika i odao mu počast pogrebom, koji je bio jedan od najdirljivijih narodnih počasti ikad ukazanom jednom piscu.